# Hadirya Paltuwa
Hadirya Paltuwa – gaun wikas samiti w środkowej części Nepalu  w strefie Narajani w dystrykcie Rautahat. Według nepalskiego spisu powszechnego z 2001 roku liczył on 519 gospodarstw domowych i 3289 mieszkańców (1536 kobiet i 1753 mężczyzn).